# Droit somalilandais
Pour l’article concernant le droit appliqué en Somalie, voir Droit somalien.
Le droit somalilandais est le système légal utilisé au Somaliland, région autonome de Somalie ayant autoproclamée son indépendance mais qui n'est pas reconnue internationalement.

## Histoire

### Structure pré-constitutionnelle du gouvernement
La Constitution du Somaliland crée un système hybride de gouvernance qui combine les institutions traditionnelles et occidentales. Lors d'une série de conférences inter-clan, un gouvernement sur une base clanique fut instauré. Le conseil traditionnel des Anciens somalis fut incorporé dans la structure gouvernementale pour former la chambre haute de la législature.
En 2002, le Somaliland devint une démocratie multi-partite.

### Adoption d'une Constitution
Le référendum de 2001 sur la Constitution du Somaliland établi un système démocratique au régime présidentiel. Un régime présidentiel fut installé car le système parlementaire a été considéré comme inefficace du fait des contraintes imposées par une vie politique clanique.

## Sources du droit

### Constitution
L'article 128 dispose que la Constitution est basée sur les principes du droit musulman. Elle est la loi suprême de la Somali et toute loi contraire est considérée comme nulle.

### Charia
La majorité de la population du Somaliland, au nord de la Somalie, est musulmane. La Constitution et le légal système du Somaliland sont influencées par celle-ci. La Constitution du Somaliland dispose que l’islam est la religion d’État. Les lois contraires au droit musulman sont invalides,.

### Législation
Le pouvoir législatif est conféré au Parlement composé de deux chambres : la Chambre des représentants et la Chambre des Anciens.
L'article 54 dispose que le pouvoir législatif s'étend à l'imposition et aux taxes, à l’établissement du Fonds de revenus du Somaliland, l'impression de la monnaie et l’émission d'obligations, et la régulation de l’activité économique et financière.

### Droit coutumier
Avant la période coloniale et avant que l'islam ne deviennent la religion dominante, les Somalis appliquaient la coutume et les normes et valeurs constitutionnelles. La droit coutumier n’est pas spécifiquement prévu par la Constitution, cependant, il reste possible de résoudre les différends avec la justice traditionnelle conjuguée au droit musulman.

## Organisation juridictionnelle
L'article 100 de la Constitution dispose que les cours du Somaliland sont : la Cour suprême, les Cours d'appel des régions, les Cours régionales, les Cours de district, et les Cours des forces armées nationales.
La Cour suprême est la plus haute juridiction du Somaliland. Il s'agit aussi de la Cour constitutionnelle.

## Sources

## Compléments